# Arizona City, Arizona
Arizona City je naseljeno područje za statističke svrhe u američkoj saveznoj državi Arizona. Prema popisu stanovništva iz 2010. u njemu je živjelo 10,475 stanovnika.